# Miika Koppinen
Miika Johannes Koppinen  (* 5. Juli 1978 in Kokkola) ist ein ehemaliger finnischer Fußballspieler.

## Verein
Der 1,89 m große Abwehrspieler spielte für die finnischen Klubs Kokkolan Palloveikot und FF Jaro, bevor er im Jahr 2000 nach Norwegen zu Tromsø IL wechselte. Dort stieg er 2001 in die zweite Liga ab. Dem Verein gelang jedoch der sofortige Wiederaufstieg. Ab 2005 stand er bei Rosenborg Trondheim unter Vertrag und wurde mit diesem Klub 2006 norwegischer Meister. 2008 kehrte er zu Tromsø IL zurück und beendete dort sieben Jahre später seine aktive Karriere.

## Nationalmannschaft
Miika Koppinen absolvierte zwischen 2000 und 2006 18 Länderspiele für Finnland. Danach trat er aus persönlichen Gründen aus der Nationalmannschaft aus, wurde aber im Oktober 2010 für das EM-Qualifikationsspiel gegen Ungarn von Nationaltrainer Stuart Baxter nominiert. Ein weiterer Einsatz folgte jedoch nicht mehr.

## Erfolge
- Norwegischer Meister: 2006